# Pholidosauridae
I folidosauridi (Pholidosauridae) sono una famiglia di rettili arcosauri estinti, affini ai coccodrilli attuali. Vissero tra il Giurassico medio e il Cretaceo inferiore (160 – 100 milioni di anni fa) e i loro resti fossili sono stati ritrovati in numerose parti del mondo: Stati Uniti, Brasile, Canada, Cina, Kirghizistan, Africa (Niger, Mali, Algeria, Marocco e Tunisia) e Spagna.

## Evoluzione
Nonostante possedessero caratteristiche molto simili a quelle degli attuali coccodrilli, i folidosauri erano più primitivi e non sono considerati sulla stessa linea evolutiva che conduce ai coccodrilli attuali. Sviluppatisi nel Calloviano, circa 160 milioni di anni fa, i folidosauridi inizialmente furono rappresentati da forme di piccole dimensioni e pesantemente corazzate: Crocodilaemus robustus, del Giurassico superiore della Francia, era lungo circa 60 centimetri.

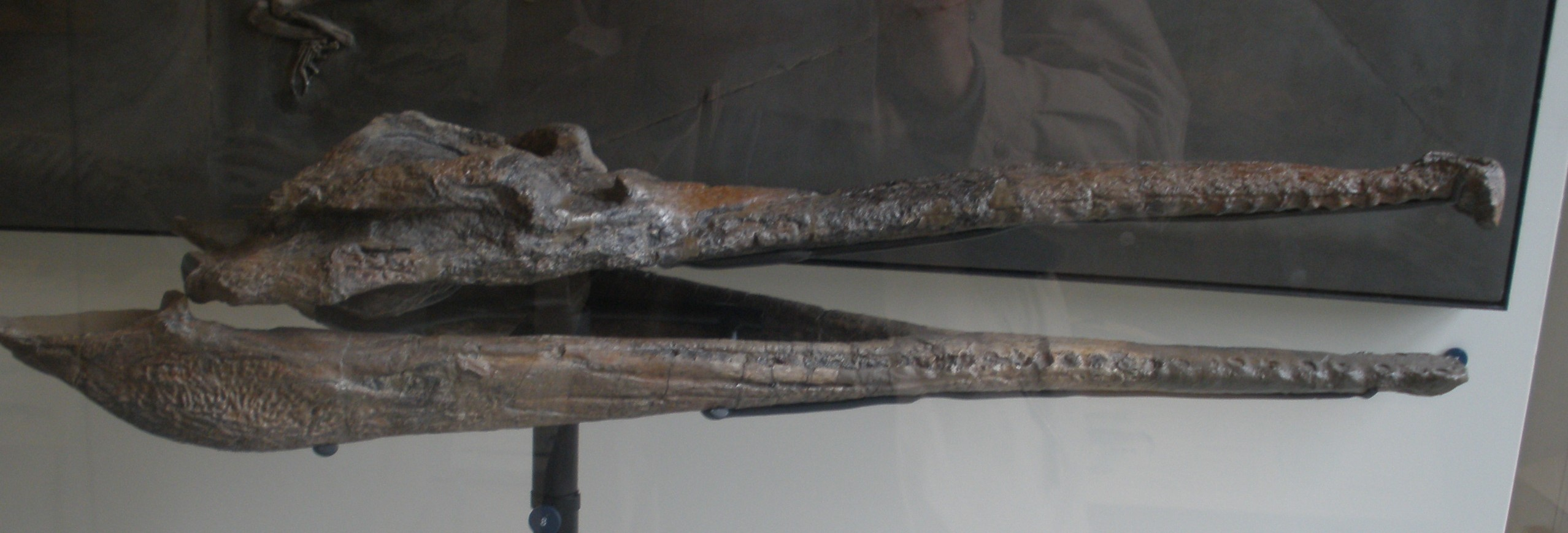
Cranio di Teleorhinus robustus

Nel corso del Cretaceo questi animali diedero vita a grandi predatori notevolmente specializzati, con cranio allungato e il muso terminante in un'area espansa: è il caso di Teleorhinus, del Nordamerica, e di Sarcosuchus, del Niger; quest'ultimo poteva raggiungere la lunghezza di 12 metri, e rappresenta uno dei coccodrilli più grandi mai esistiti. Nel corso del Cretaceo, i folidosauridi si estinsero senza lasciare discendenti.